# Agelena oaklandensis
Agelena oaklandensis är en spindelart som beskrevs av Barman 1979. Agelena oaklandensis ingår i släktet Agelena och familjen trattspindlar. Inga underarter finns listade i Catalogue of Life.